# Mahotshwane
Mahotshwane – wieś w Botswanie w dystrykcie Southern. Według spisu ludności z 2011 roku wieś liczyła 861 mieszkańców.